# Oak (Nebraska)
Oak è un comune degli Stati Uniti d'America, situato nello Stato del Nebraska, nella Contea di Nuckolls.